# Пилтсамаа (річка)
Пилтсамаа (ест. Põltsamaa jõgi) — третя за величиною річка в Естонії. Вона тече через волость Пилтсамаа, через центр міста Пилтсамаа. Притока річки Педья.
Довжина річки — 135 км, площа водозбірного басейну — 1310 км².
Річку живлять води верхового болота Ендла, навколо якого розташований заповідник.